# Dorfkirche Seddin (Groß Pankow)

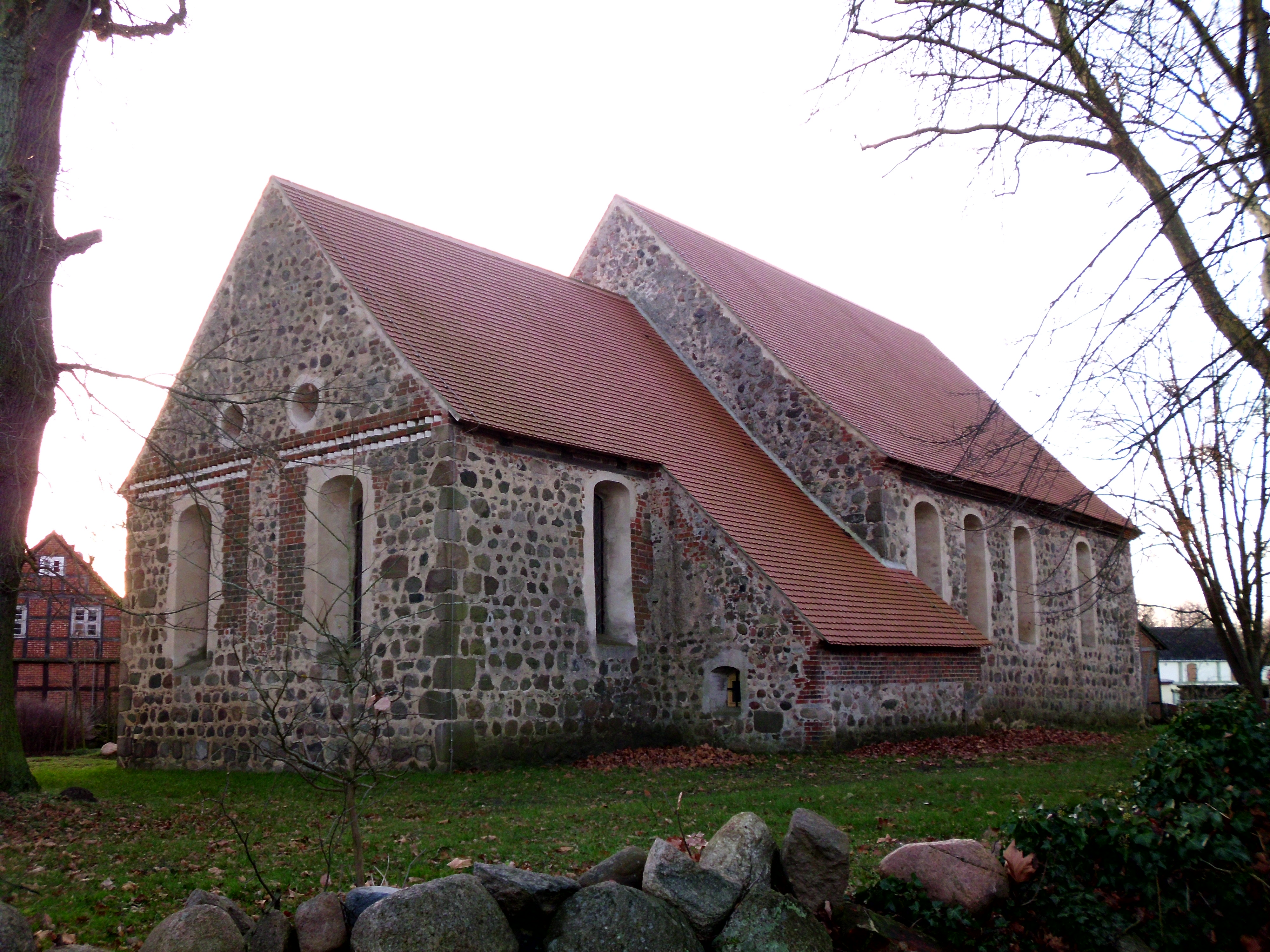
Dorfkirche in Seddin

Die evangelische Dorfkirche Seddin ist eine Saalkirche in Seddin, einem Ortsteil der Gemeinde Groß Pankow im brandenburgischen Landkreis Prignitz. Die Kirchengemeinde gehört dem Pfarrsprengel Seddin im Kirchenkreis Prignitz der Evangelischen Kirche Berlin-Brandenburg-schlesische Oberlausitz an. Das Gebäude steht unter Denkmalschutz.

## Baubeschreibung
Es handelt sich um einen Saalbau mit einem eingezogenen Rechteckchor, der aus Feldsteinquadermauerwerk besteht und wahrscheinlich um das Jahr 1300 erbaut wurde. Im 15. Jahrhundert fanden Veränderungen statt. Der Westturm wurde im Jahr 1739 zerstört, und die Westwand wurde danach aus Fachwerk wieder aufgebaut. Möglicherweise wurden zu dieser Zeit auch die Fenster auf der Nordseite bis auf eines verändert und die gedrungenen Strebepfeiler an der Südseite des Schiffs nachträglich hinzugefügt. In der Ostwand sind noch die schmalen, gestaffelten Lanzetten der frühgotischen Dreifenstergruppe erkennbar. Darüber befindet sich ein Deutsches Band in Backstein. Im Giebel sind zwei Rundfenster zu sehen. Der spätgotische Sakristeianbau besteht aus Feldstein. Der Südvorbau wurde im Jahr 1904 hinzugefügt. Der freistehende Glockenturm im südöstlichen Bereich der Kirche hat eine historisierende Putzgliederung, die im Jahr 1923 entstand.
Im Inneren der Kirche befindet sich ein großer, breitspitzbogiger Triumphbogen. Eine schlichte Kanzel aus dem 18. Jahrhundert wurde im Jahr 1933 neu gefasst. Aus der Wolfshagener Schlosskapelle stammt ein figürlicher Grabstein von Ilse zu Putlitz, die im Jahr 1579 verstarb, der reliefierte Wappen trägt. Außerdem sind drei prächtige hölzerne Totenschilde mit reich geschnitzten Wappen für Hans Albrecht und Albrecht Gottlob zu Putlitz (die im Jahr 1717 bzw. 1719 verstarben) sowie ein weiteres Familienmitglied aus dem 18. Jahrhundert zu sehen.